# Karnataka
Karnataka je indijska savezna država u južnom dijelu zemlje.
Karnataka se nalazi na Arapskom moru, okružuju je savezne države Goa na sjeverozapadu, Maharashtra na sjeveru, Andhra Pradesh na istoku, Tamil Nadu na sjeveroistoku i Kerala na jugozapadu. Država ima 52,850.562 stanovnika i prostire se na 191.976 km2. Glavni grad države je Bangalore.